# Plecia redunca
Plecia redunca är en tvåvingeart som beskrevs av Hardy 1952. Plecia redunca ingår i släktet Plecia och familjen hårmyggor.
Artens utbredningsområde är Uganda. Inga underarter finns listade i Catalogue of Life.